# Giovanni Battagio

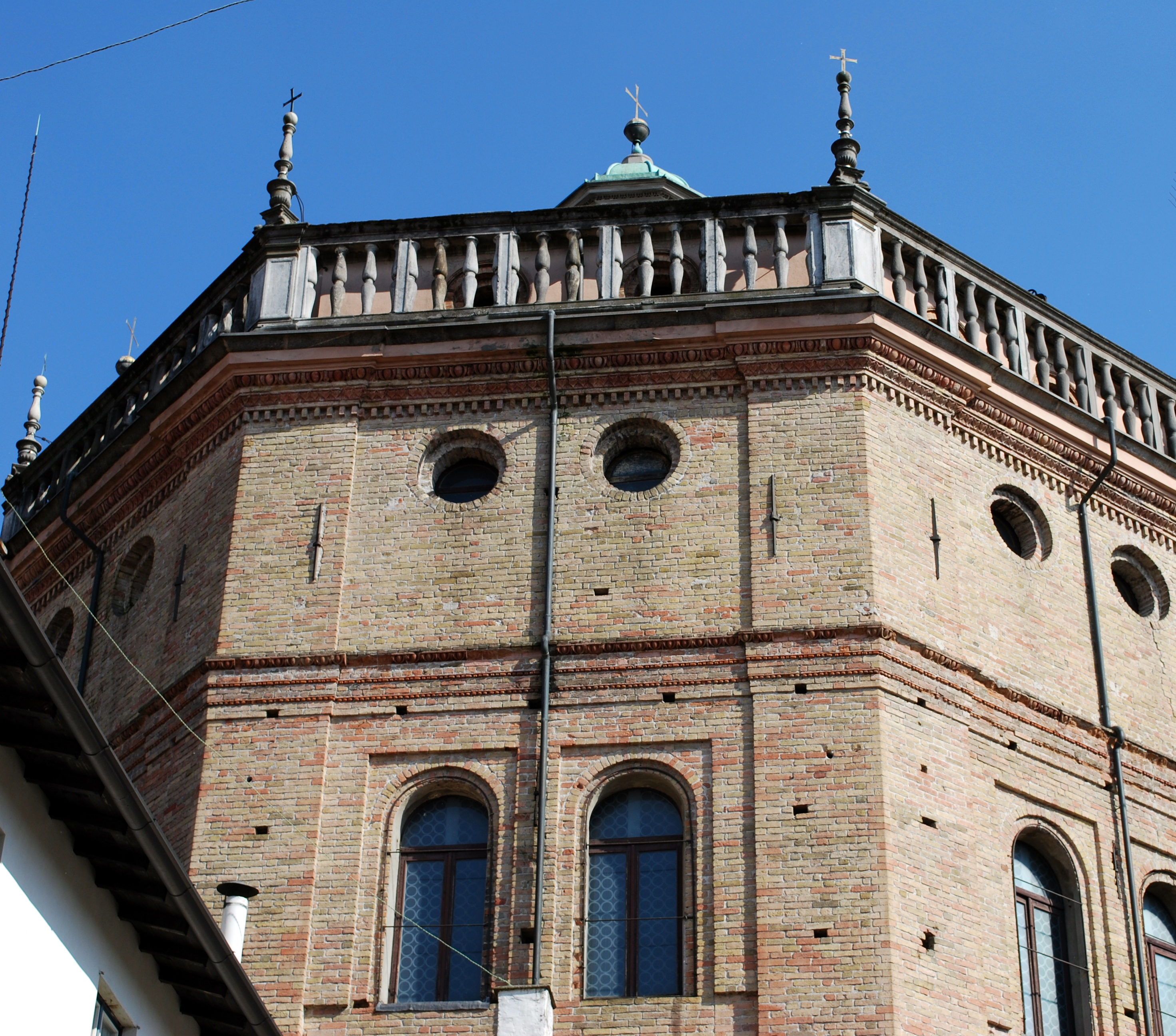
Il tamburo del Tempio Civico della Beata Vergine Incoronata a Lodi

Giovanni Battagio, noto anche come Giovanni Battaggio, Giovanni Battacchio e Giovanni da Lodi (Lodi, XV secolo – ...), è stato un architetto, imprenditore e ingegnere italiano, attivo in Lombardia tra gli ultimi decenni del XV secolo e l'inizio del XVI.

## Biografia
Seguace dell'Amadeo e allievo di Donato Bramante, influenzato in buona misura anche da Leonardo da Vinci, operò nel 1483 sul cantiere di Chiesa di Santa Maria presso San Satiro a Milano, originariamente progettata a croce greca e a lavori ultimati risultò mancante della prevista, da Battagio, decorazione in pietra e in cotto.

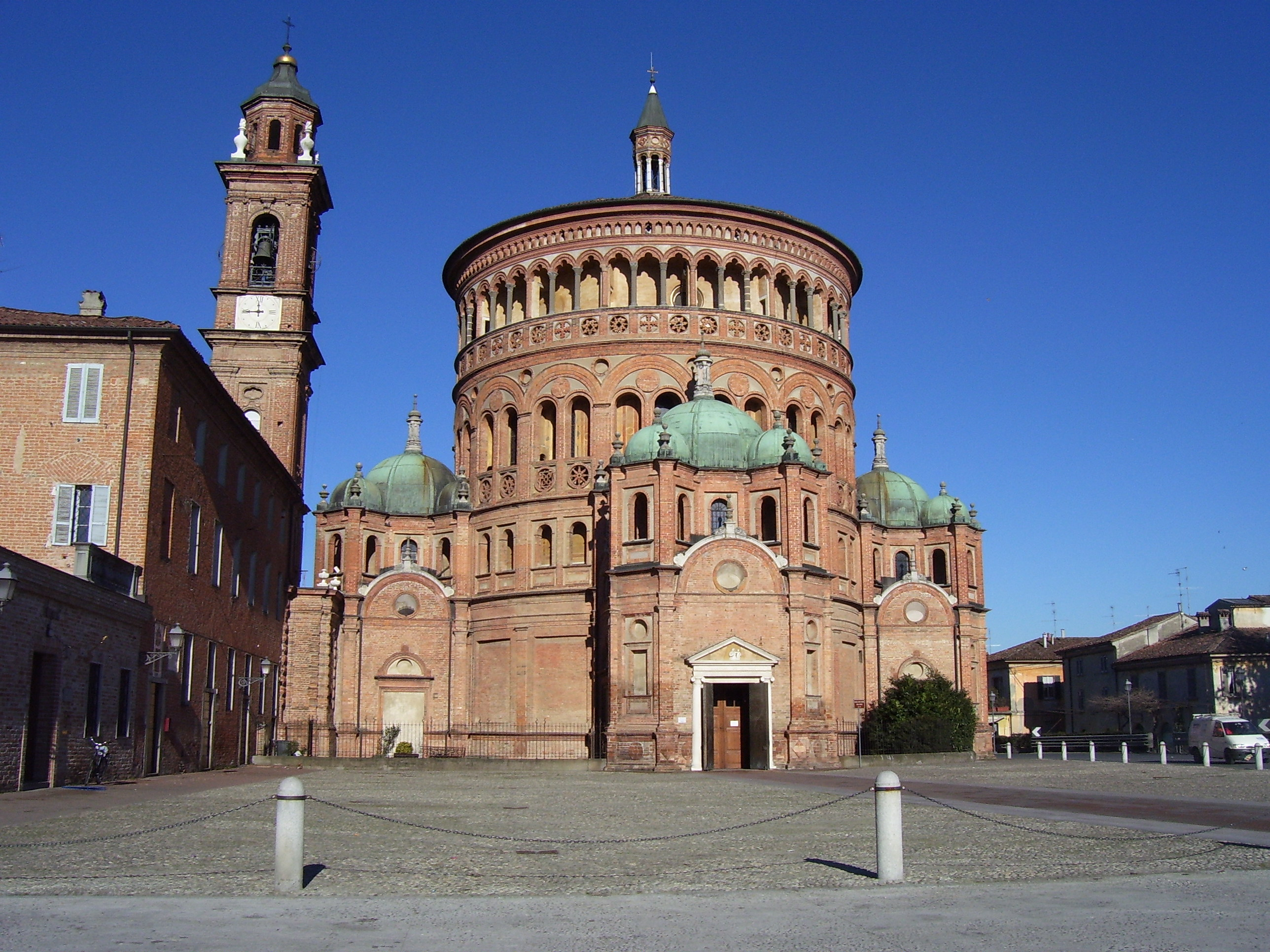
La basilica di Santa Maria della Croce a Crema

Nonostante avesse ricevuto l'incarico di ingegnere del comune di Milano nel 1480, di ingegnere ducale l'anno seguente, lavorò a lungo in provincia dove ottenne altrettanti incarichi importanti come quello di ingegnere del comune di Lodi nel 1488, anno in cui progettò il Tempio Civico dell'Incoronata, uno dei capolavori indiscussi del Rinascimento lombardo, realizzato su pianta ottagonale con nicchie attorno e una loggia superiore, con evidente ispirazione alla bramantesca sagrestia di S. Satiro.
Progettò il santuario di Santa Maria della Croce di Crema, commissionato nel 1490 e abbandonato nel 1494, caratterizzandolo con una pianta centrale, un nucleo rotondo e quattro cappelle attorno. Il suo successore, Giovanni Antonio Montanaro aggiunse un secondo ordine di logge e una sovrapposizione di archi lobati di stile gotico sfasati rispetto all'insieme della decorazione del Battagio.
Negli anni 90 del Quattrocento si occupò dell'edificazione di Santa Maria della Passione a Milano, su commissione di Daniele Birago, sempre impostata su una pianta centrale di forma ottagonale.

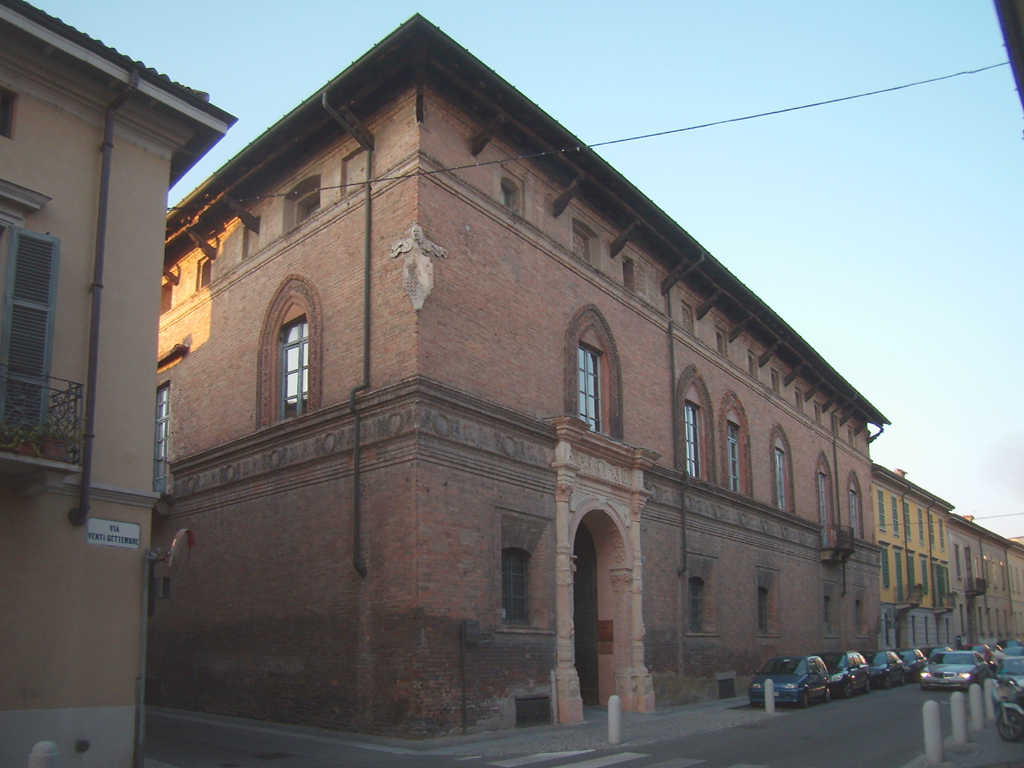
Il palazzo Mozzanica a Lodi

Il nome di Battagio è legato anche al palazzo Landi a Piacenza e al palazzo Mozzanica a Lodi, accomunati da un'impostazione rinascimentale.
Nel 1910 la città di Lodi intitolò a Battagio una strada del centro cittadino, in precedenza nota come «via Concordia».